# Anisodactylus
Anisodactylus är ett släkte av skalbaggar som beskrevs av Pierre François Marie Auguste Dejean 1829. Anisodactylus ingår i familjen jordlöpare.

## Bildgalleri

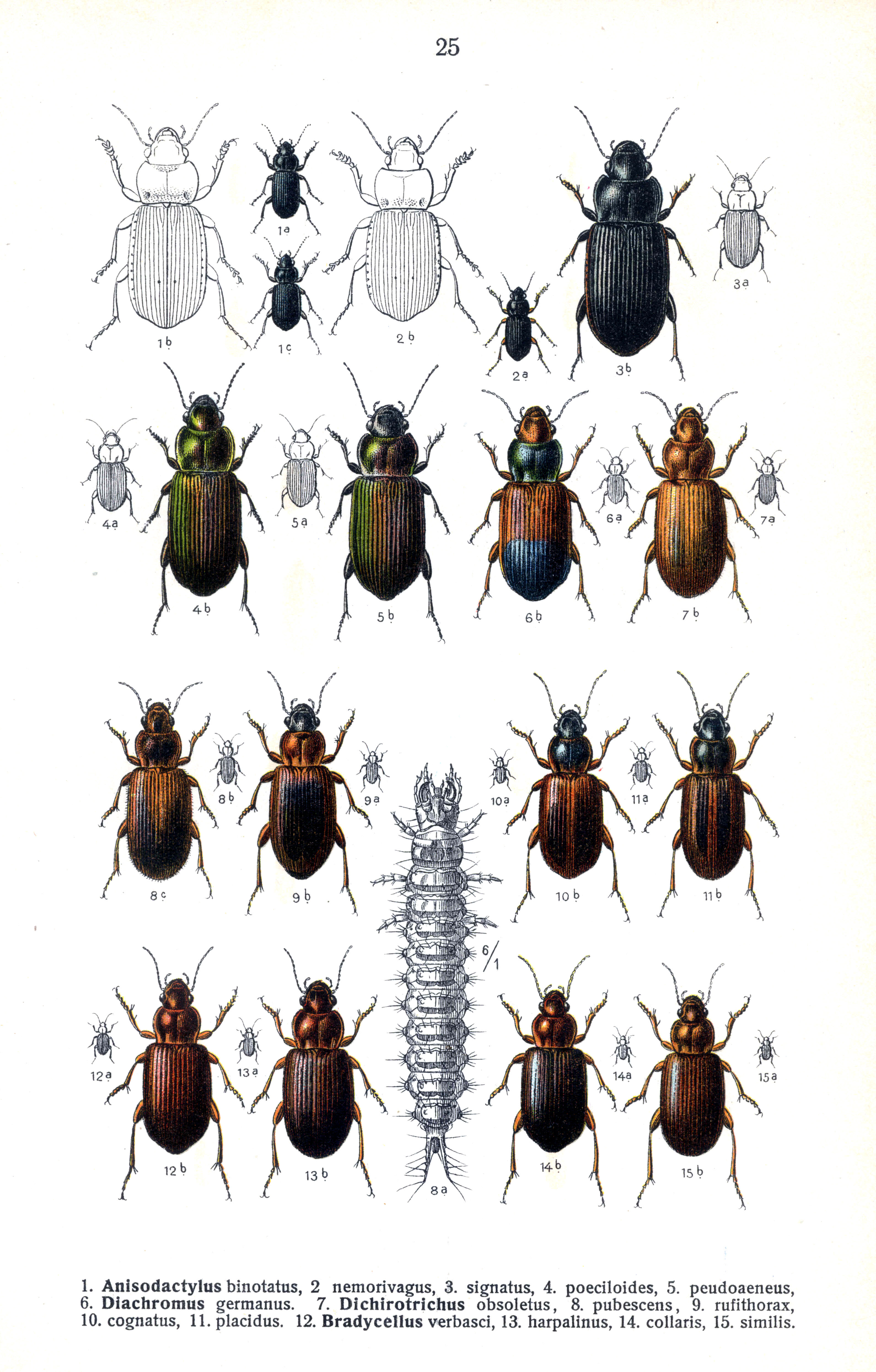
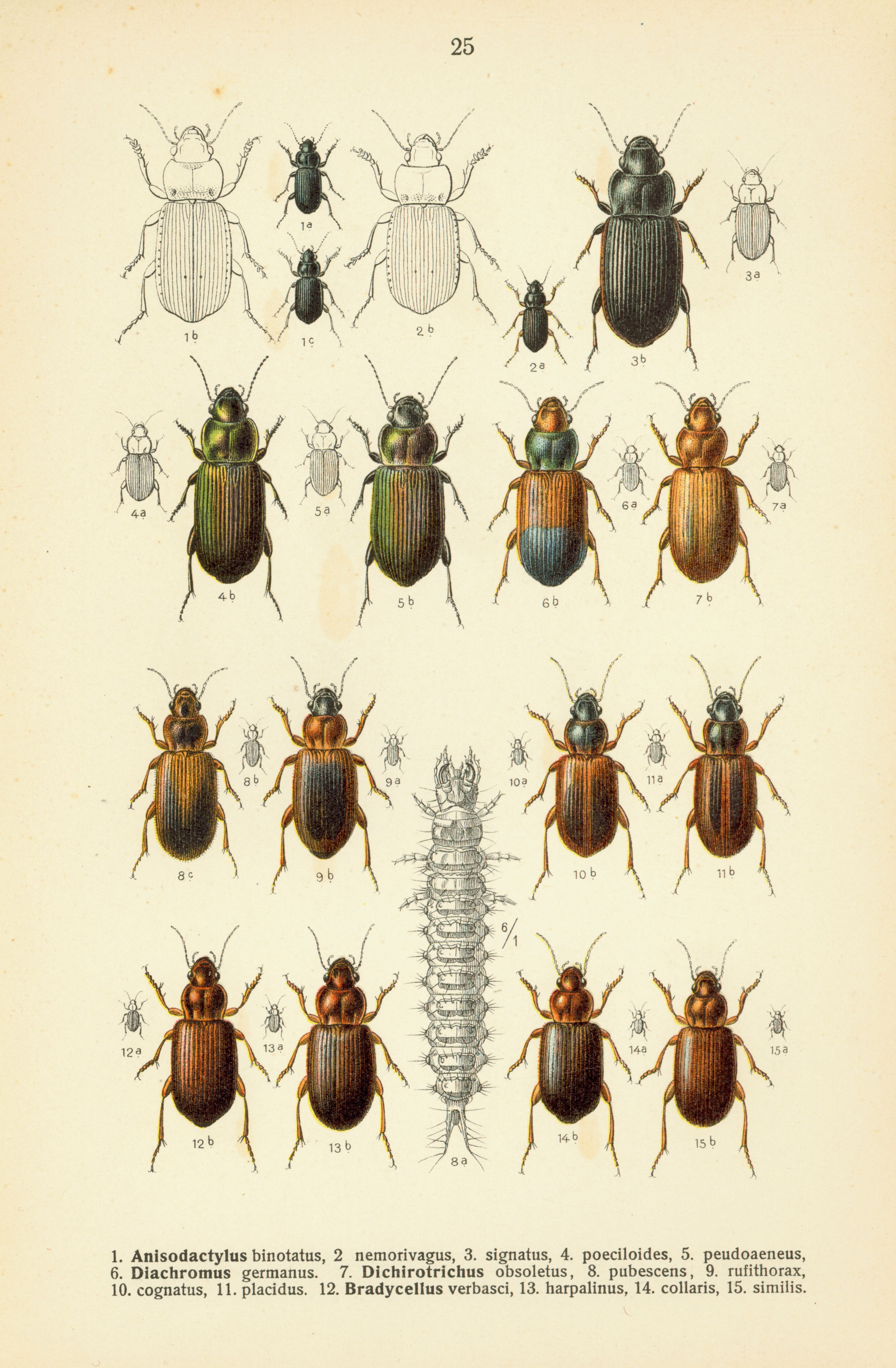
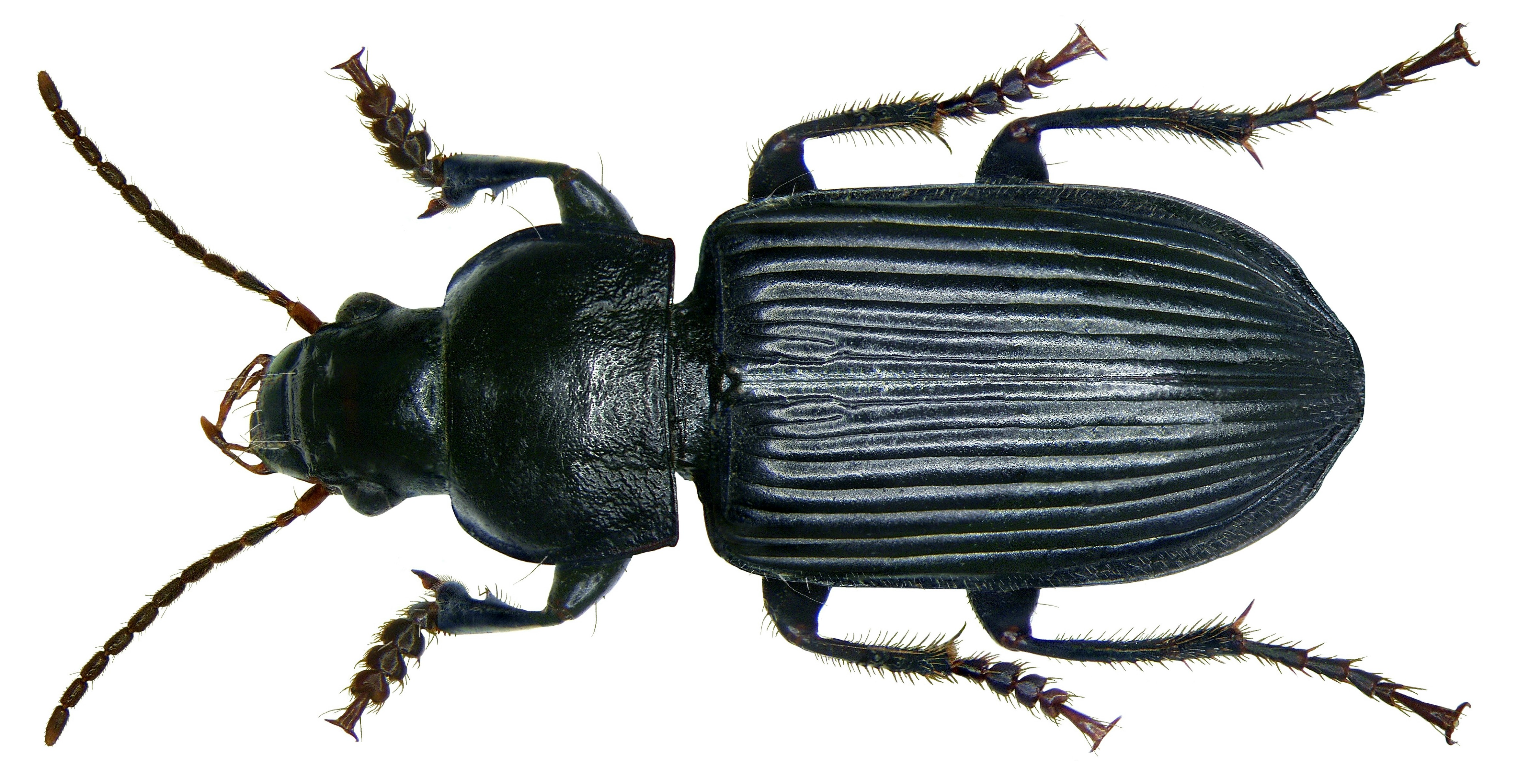

## Dottertaxa tillAnisodactylus, i alfabetisk ordning[1][2]
- Anisodactylus agricola
- Anisodactylus alternans
- Anisodactylus amaroides
- Anisodactylus anthracinus
- Anisodactylus binotatus
- Anisodactylus caenus
- Anisodactylus californicus
- Anisodactylus carbonarius
- Anisodactylus consobrinus
- Anisodactylus darlingtoni
- Anisodactylus discoideus
- Anisodactylus dulcicollis
- Anisodactylus furvus
- Anisodactylus haplomus
- Anisodactylus harpaloides
- Anisodactylus harrisi
- Anisodactylus kirbyi
- Anisodactylus laetus
- Anisodactylus loedingi
- Anisodactylus melanopus
- Anisodactylus merula
- Anisodactylus nemorivagus
- Anisodactylus nigerrimus
- Anisodactylus nigrita
- Anisodactylus nivalis
- Anisodactylus opaculus
- Anisodactylus ovularis
- Anisodactylus pitychrous
- Anisodactylus poeciloides
- Anisodactylus porosus
- Anisodactylus rotundangulus
- Anisodactylus rusticus
- Anisodactylus sanctaecrucis
- Anisodactylus signatus
- Anisodactylus similis
- Anisodactylus texanus
- Anisodactylus verticalis
- Anisodactylus viridescens